# امداغ (سمنات)
امداغ هو دُوَّار يقع بجماعة تڭموت، إقليم طاطا، جهة سوس ماسة في المملكة المغربية. ينتمي الدوّار لمشيخة سمنات التي تضم 5 دواوير. يقدر عدد سكانه بـ 316 نسمة حسب الإحصاء الرسمي للسكان والسكنى لسنة 2004.

## روابط خارجية
- البوابة الوطنية للجماعات الترابية
- المندوبية السامية للتخطيط